# Synagoga v Brezně
Synagoga v Brezně se nachází na Štúrově ulici. Postavena byla v letech 1901–1902.
Synagoga prošla rekonstrukcí v roce 1930. Od roku 1942 neslouží svému původnímu účelu. Od roku 1973 je chráněna jako kulturní památka.

## Výstavba a popis budovy
Základní kámen budovy byl položen v roce 1901. Stavělo se podle projektu banskobystrického architekta Aloise Payerbergera.
Chrám byl vysvěcen v roce 1902. Po deportaci Židů z Brezna v roce 1942 přestal plnit svojí úlohu. Po válce byl využíván jako sklad nábytku a osiva.
Synagoga má tři nadzemní podlaží, v druhém se nachází ženská galerie, která je disponována ve tvaru písmene U. Ze vstupního prostoru vedou schody do modlitebny a na ženskou galerii. Aron-ha-kodeš je umístěn na východní straně hlavního sálu.

## Rekonstrukce a nové využití
Synagoga je 26. ledna 1973 evidována jako kulturní památka avšak zároveň byla památkovým úřadem definována jako památka bez využití a její stav jako narušen. Na její částečnou rekonstrukci na přelomu století přispěli Židé žijící v zahraničí a původem z města Brezno. Po rekonstrukci se v ní uskutečnily akce. Vlastníkem objektu se tehdy stalo město Brezno.
Nová rekonstrukce byla hrazena z 85 % z Evropského sociálního fondu, 10 % ze státního rozpočtu a 5 % ze zdrojů města Brezna. Synagoga byla otevřena 11. května 2016. Stavební úpravy probíhaly od září do prosince 2015 a vyžádaly si částku 1,123 mil €. Zpřístupněna byla také kupole s výhledem na město. Součástí nového využití se stala i expozice o židovské komunitě ve městě. Partnerem využití je Akademie umění v Banské Bystrici.